# Koichi Aparicio
Roberto Efraín Koichi Aparicio Mori (Callao, 6 juni 1993) is een Peruviaans voetballer van Japanse afkomst die bij voorkeur als centrale verdediger speelt. In 2012 maakte hij zijn profdebuut bij Alianza Lima. In 2013 debuteerde hij voor het Peruviaans voetbalelftal.

## Interlandcarrière
Op 11 oktober 2013 maakte Aparicio zijn debuut voor het Peruviaans voetbalelftal. In de WK-kwalificatiewedstrijd tegen Argentinië speelde hij negentig minuten en kreeg na 76 minuten een gele kaart.
| Interlands van Koichi Aparicio voor Peru | Interlands van Koichi Aparicio voor Peru | Interlands van Koichi Aparicio voor Peru | Interlands van Koichi Aparicio voor Peru | Interlands van Koichi Aparicio voor Peru | Interlands van Koichi Aparicio voor Peru |
| №                                        | Datum                                    | Wedstrijd                                | Uitslag                                  | Competitie                               | Goals                                    |
| Als speler van Alianza Lima              | Als speler van Alianza Lima              | Als speler van Alianza Lima              | Als speler van Alianza Lima              | Als speler van Alianza Lima              | Als speler van Alianza Lima              |
| ---------------------------------------- | ---------------------------------------- | ---------------------------------------- | ---------------------------------------- | ---------------------------------------- | ---------------------------------------- |
| 1                                        | 11 oktober 2013                          | Argentinië – Peru                        | 3 – 1                                    | WK 2014 (kwalificatie)                   | 0                                        |
| 2                                        | 9 september 2014                         | Qatar – Peru                             | 0 – 2                                    | Vriendschappelijk                        | 0                                        |

Bijgewerkt op 6 juni 2015.